# 유픽어
유픽어(Yupik) 또는 유픽어군은 유픽족이 사용하는 언어 또는 언어군이다. 오늘날의 알래스카 남서부와 시베리아 북동부 일부 지역에 걸쳐 분포하였다.
에스키모-알류트어족에 속하며, 이누이트 제어와는 기원후 1000년경에 갈라진 것으로 추정된다. 방언 간에 상호 의사소통이 원활하지 않아 별개 언어들로 여겨지기도 한다.

## 언어 또는 방언 목록

1. 나우칸 유픽어(Naukan Yupik): 시베리아 동부의 축치반도의 일부 지역에서 사용된다. 화자는 약 100명.
2. 중앙 시베리아 유픽어(Central Siberian Yupik): 러시아 극동부의 유픽족 대부분과 세인트로렌스섬 원주민이 사용하는 언어. 러시아에서는 1,000명의 시베리아 유픽족 중 약 300명이 사용하며, 세인트로렌스 섬에서는 1,100여명의 원주민 대부분이 구사한다.
3. 중앙 알래스카 유픽어(Central Alaskan Yupik, Yup'ik): 알래스카 남서부 본토의 방언군으로, 가장 널리 사용되는 유픽 언어이다. 대략 노튼 해협(Norton Sound)에서부터 남쪽으로는 알래스카반도가 시작하는 곳까지 분포하며, 이외에 누니바크섬 등 도서 지역에서도 사용된다. 2013년 기준으로 21,000명의 중앙 알래스카 유픽족 중 약 2만 명이 여전히 집에서 유픽어를 사용하는 것으로 조사되었다. 하위 방언에도 여러 가지가 있으며 최대 방언은 Yugtun이라고 불린다.
4. 알루티크어(Alutiiq, Supik): 알래스카반도, 코디액섬, 프린스 윌리엄 해협에서 사용된다. 오늘날에는 약 3,000명의 알루티크족 중 500 - 1,000명만이 알루티크어를 사용한다.
5. 시레니크어(Sirenik): 축치반도의 시레니키(Sireniki) 지역에서 사용되었었다. 현재 사멸.

## 같이 보기
- 유픽족
- 이누이트어